# آندرش دانیلسن لی
آندرش دانیلسن لی (نروژی: Anders Danielsen Lie؛ زادهٔ ۱ ژانویهٔ ۱۹۷۹) بازیگر، موسیقی‌دان و پزشک اهل نروژ است. وی از سال ۱۹۹۰ میلادی تاکنون مشغول فعالیت بوده‌است.
از فیلم‌ها یا برنامه‌های تلویزیونی که وی در آن نقش داشته‌است، می‌توان به مأمور خرید شخصی و شبی که جهان را می‌خورد، کتاب تابستان و جزیره برگمن ۲۰۲۱ اشاره کرد.